# Joshiraku
Joshiraku (яп. じょしらく, букв. «Дівчата-ракуґоки») — комедійна манґа за авторством Кумети Коджі, ілюстрована Ясу, що розповідає про повсякденне життя п'яти дівчат-акторок театру ракуґо. Аніме-адаптація створена компанією J.C. Staff, виходила в Японії з липня по вересень 2012-го року.

## Персонажі

Головні героїні (зліва направо): Кіґурумі, Тетора, Марії, Кукуру та Ґанкьо

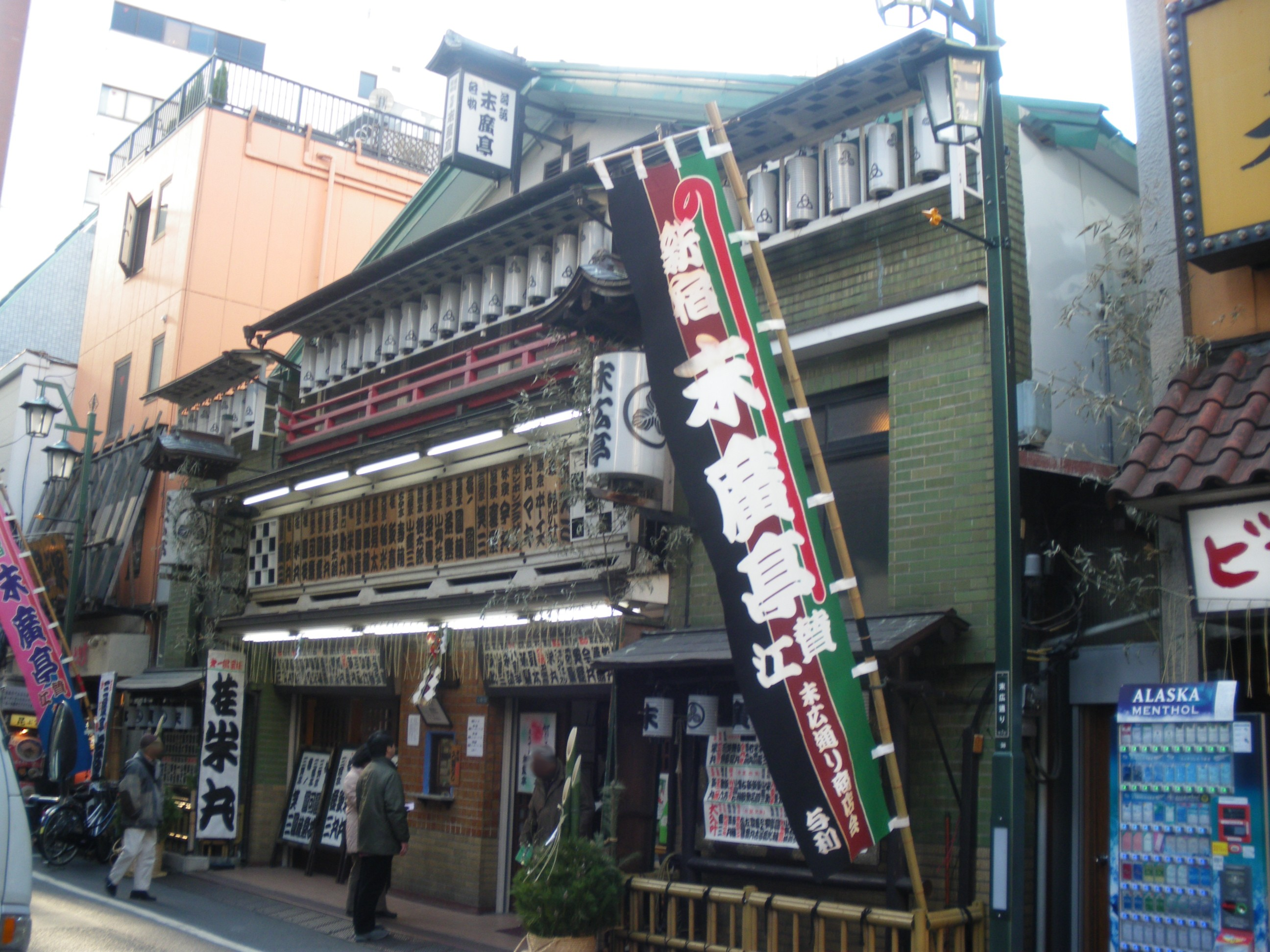
Суехіротей в Сіндзюку, місце роботи дівчат

Прізвища всіх дівчат закінчуються на ієрогліф тей (яп. 亭) що часто використовується в сценічних іменах акторів ракуго.
Буратей Марії (яп. 蕪羅亭 魔梨威, Буратей Марії)
Сейю: Сакура Аяне.
Важливий персонаж манґи, має довге червоне волосся. Поводиться як едокко і говорить у чоловічій формі токійського діалекту, але насправді вона з Токушіми. Попри приємну зовнішність, те, як вона розмовляє, і її пласкі груди змушують інших підозрювати її в тому, що вона перевдягнений хлопець. Виступає в ролі цуккомі і часто каже "Не став пустих питань! (яп. つまんねー事聞くなよ！, цуманне: кото кіку на йо!) Її ім'я є каламбуром до Bloody Mary (кривава Мері).
Харокітей Куґурумі (яп. 波浪浮亭 木胡桃, Харо:кітей Куґурумі)
Сейю: Коіваї Которі.
Дівчина зі світлим волоссям, наймолодша в групі. Щоб відповідати своєму дитячому зовнішньому вигляду, вона часто вдає милу перед іншими, але її внутрішні діалоги показують глядачам її справжню натуру — цинічну і маніпулятивну. Її ім'я є каламбуром до Hello Kitty та кіґурумі.
Бохатей Тетора (яп. 防波亭 手寅, Бо:хатей Тетора)
Сейю: Ямамото Нодзомі.
Дівчина з пурпурним волоссям і хвостиком, дуже щаслива і веде безтурботне життя. Часто перекладає розмови на інші теми. Кумета представляє її як справжнього протагоніста манги. Її ім'я є каламбуром до слів мол (яп. 防波堤, бо:хатей) і тетрапод.
Курубіютей Ґанкьо (яп. 空琉美遊亭 丸京, Ку:рубію:тей Ґанкьо:)
Сейю: Нандзьо Йосіно.
Дівчина в окулярах і із зеленим волоссям, розумна, холоднокровна, проте жорстока. Подруга дитинства Тетори. Її ім'я є каламбуром до слів cool beauty (холоднокровна красуня) та окуляри (яп. 眼鏡, ганкьо)眼鏡 ганкё).
Анракутей Кукуру (яп. 暗落亭 苦来, Анракутей Кукуру)
Сейю: Ґото Саорі.
Дівчина з прямим чорним волоссям, дуже хороша актриса, але також невдаха і тому емоційно нестабільна. Її ім'я є каламбуром до багатьох слів, причому всі вони позначають будь-які негативні речі. Вимова її імені є посиланням на слова евтаназія (яп. 安楽死, Анракусі) і повісити (яп. 括る, кукуру). Також її ім'я може бути прочитане як куракутей курай, що дуже схоже на (букв.) темна темнота (яп. 暗くて暗い, куракуте курай). Анракутей також звучить схоже на англійське слово unlucky (нещасливий). Також, кандзі у її імені (мінус кандзі тей (яп. 亭)) можуть бути буквально прочитані як «падаюча у темряву» і «що доходить до туги».
Маска (яп. 覆面, Фукумен)
Сейю: Аой Юкі.
Дівчина в масці лучадора, яка іноді з'являється в кадрі.
Удзаттей Удзанну (яп. 宇座亭 ウザンヌ, Удзаттей Удзанну)
Сейю: Сінтані Рьоко.
Дівчина з коротким світлим і рожевим волоссям. Носить хакама з полуничкою та великий бант на голові. З'являється лише в останньому епізоді аніме. Як і каже її ім'я, Удзанну дуже набридає всім своєю швидкою манерою мови, поблажливим ставленням та імітуванням інших дівчат. Удзанну навмисне намагається порушити баланс персонажів в аніме своєю нестерпністю і зробити аніме своїм власним, доходячи навіть до того, щоб співати свою версію заставки зі своїм текстом. Однак, дівчатам вдається позбутися її.

### Аніме
Аніме-адаптація студії J.C.Staff транслювалася в Японії з липня до вересня 2012 року. OVA була випущена разом із п'ятим томом манґи у лютому 2013-го року.

### Музика
Відкриваюча заставка називається «Оато га йоросікутте… йо!» (яп. お後がよろしくって…よ!, Дякую за увагу!) і заспівана Сакурой Аяне, Коіваї Которі, Ямамото Нодзомі, Нандзьо Йосіно і Ґото Саорі, тоді як закриваюча заставка, називається «Ніппон егао хяккей» (яп. ニッポン笑顔百景, Сотні японських посмішок) і виконана гуртами Momoiro Clover Z та Yoshida Brothers. На початку цієї пісні швидким темпом вимовляється довге ім'я героя класичної ракуґо-історії «Дюгему».